# Mardorfer Kuppe
Die Mardorfer Kuppe, früher auch Mardorfer Kippe genannt, ist mit einer Höhe von 406,8 m ü. NHN der höchste Berg im Vorderen Vogelsberg und höchster Randberg des Amöneburger Beckens in Mittelhessen.

## Lage
Die Mardorfer Kuppe liegt im dicht bewaldeten äußersten Norden des Lumda-Plateaus, das den Nord(ost)- und Hauptteil des Vorderen Vogelsbergs einnimmt. Sie grenzt nach Nordosten unmittelbar ans Amöneburger Becken. Homberg (Ohm) liegt etwa 4,8 km östlich, Amöneburg etwa 7,5 km nördlich (jeweils Stadtzentrum). In nächster Nähe liegen, im Gegenuhrzeigersinn aufgezählt, im Homberger Stadtgebiet Höingen (1,4 km südwestlich und nur rund 50 m tiefer), Deckenbach (2 km südöstlich) und Haarhausen (1,8 km nordöstlich), im Amöneburger schließlich Erfurtshausen (2 km nordnordöstlich) und Mardorf (3,8 km nordnordwestlich), im Ebsdorfergrund liegt Rauischholzhausen 4,5 km nordwestlich. All diese Dörfer grenzen unmittelbar an bewaldete Ausläufer und Vorhöhen des Bergs, die nach Westen durch den den Rulfbach verlängernden Hundsbach und schließlich den Rulfbach selber begrenzt werden. Westlich der Bäche setzt sich die Bewaldung fort und es schließt sich der Rücken des Sennbergs (bis 383,1 m) an.
Der Berg hat noch einen nordnordwestlichen Zweitgipfel, der nur rund 0,4 km entfernt ist und 405,1 m erreicht. Es sind im Vorderen Vogelsberg wie auch rund ums Amöneburger Becken die einzigen beiden Gipfel, die die 400-m-Höhenlinie durchbrechen.
Der Hauptgipfel liegt auf der alten Grenze zwischen Hessen-Kassel und Hessen-Darmstadt, seit 1866 Grenze zwischen Preußen und Hessen(-Darmstadt) und heute Grenze zwischen dem Landkreis Marburg-Biedenkopf (Amöneburg, Gemarkung Mardorf) und dem Vogelsbergkreis (Homberg, Gemarkung Deckenbach); der Nordgipfel liegt ganz auf Amöneburger (Mardorfer) Gebiet. Die Westflanke des Bergs liegt teils auf Roßdorfer Gemarkung, die Ostflanke auf Erfurtshausener.

## Dominanz
Die Dominanz der Mardorfer Kuppe beträgt im Mittelgebirgsbereich selten hohe 17,8 km. Erst in dieser Entfernung nach Südosten wird im Unteren Vogelsberg, am Grauen Berg (413,8 m am Nordwestgipfel; Lage), etwa 1 km nordnordöstlich von Ober-Ohmen, überschritten. In Richtung Kellerwald, also nach Nordnordosten, muss man sich sogar 22,8 km von der Kuppe entfernen, um in den Gilserberger Höhen am Lischeider Berg (Lage) nordwestlich von Lischeid höhere Höhen zu erreichen. Nach Nordnordwesten, im Burgwald, wird erst nach 23,8 km am Tauschenberg (406,7 m; Lage) die Höhe fast erreicht bzw. möglicherweise an der südwestlich benachbarten, nicht genau vermessenen Geiershöh (Lage) in 23,4 km Entfernung knapp übertroffen.
Ähnlich weit muss man sich, jenseits der Lahn, in westliche Richtungen ins Gladenbacher Bergland entfernen, um auf höhere Höhen zu treffen: Zum Hungert (411,5 m; 21,6 km) in den Damshäuser Kuppen nach Nordwesten, zum Osthang des Dreisbergs (448,4 m; 24,3 km) in der Zollbuche nach Westen und zum Nordosthang des Dünsbergs (497,7 m; 25,8 km) im Krofdorf-Königsberger Forst nach Südwesten.
Obgleich die Mardorfer Kuppe ein vergleichsweise unspektakulärer Berg ist, ist ihre Dominanz bemerkenswert hoch; sie wird im weiten Umkreis nur vom Taufstein (Vogelsberg; 773 m; 32,2 km entfernt) mit 43 km, vom Eisenberg (Knüll; 636 m; 45 km entfernt) mit 33 km und vom Wüstegarten (Kellerwald; 675 m; 33,6 km entfernt) mit 36 km übertroffen – alle drei Hauptberge eines höheren Mittelgebirges. Alle bekannten Hauptberge anderer Landschaften der Umgebung bleiben deutlich darunter (im Uhrzeigersinn, beginnend im Südwesten):
- Der das südöstliche Gladenbacher Bergland deutlich überragende Dünsberg (497,7 m) kommt auf 14 km – was immerhin höher ist als die Dominanz der Angelburg (609,4 m; 12,2 km).
- Der Rimberg (497,1 m) im nordöstlichen Gladenbacher Bergland bringt es auf nur 6,8 km.
- Die Sackpfeife (673,5 m) am Rand des Rothaargebirges kommt auf 9,2 km.
- Der Ortenberg (gut 380 m) in den Lahnbergen hat etwa 9 km Dominanz (zum Hungert südöstlich von Caldern)
- Im Burgwald liegen die höchsten Dominanzen (Tauschenberg, Knebelsrod) um 6 km.
- Der Burgholz (379 m) in den Gilserberger Höhen hat 7,6 km Dominanz.
- Die singuläre Amöneburg kommt auf 6,6 km.
- Der Dachsberg (388 m) bei Arnshain im Nördlichen Vogelsberg-Vorland bringt es auf immerhin 12,9 km (zum Baumgartskopf östlich von Romrod).
- Der zwischen Knüll und Vogelsberg singuläre Rimberg (592 m) kommt auf 10,7 km.

Im gesamten Rothaargebirge hat, außer dem Langenberg (843,1 m; 66,1 km entfernt; 116 km Dominanz), lediglich der Kompass (694,4 m; 48,4 km entfernt) mit 21,7 km eine etwas höhere Dominanz als die Mardorfer Kuppe. Da im Taunus nur der Große Feldberg (879 m; 64,6 km entfernt; 101 km Dominanz) eine höhere Dominanz innehat, gilt also für die Dominanz der Mardorfer Kuppe:
- Im Umkreis von 40 km gibt es nur zwei etwas dominantere Berge.
- Im Umkreis von 50 km gibt es vier.
- Im Umkreis von 60 km gibt es fünf, da die Fuchskaute (657,3 m; 59 km entfernt; 27,7 km Dominanz) im Westerwald hinzu kommt.
- Erst im Umkreis von 70 km kommen dann im Langenberg und im Großen Feldberg zwei Berge mit mehr als der doppelten bzw. sogar mit dreistelliger Dominanz hinzu.

## Prominenz
Die Mardorfer Kuppe steht nicht auf der Hauptwasserscheide des Vorderen Vogelsbergs (und des Amöneburger Beckens), welche die der mittleren Lahn (Zwester Ohm und Lumda) zur Ohm ist, sondern auf der ohminternen zwischen dem Rulfbach und der Ohm oberhalb von dessen Mündung. Will man bei möglichst wenig Höhenverlust eine höhere Höhe erreichen, muss man diese Wasserscheide zunächst nach Süden bis zur Hauptwasserscheide passieren und Letztere dann weiter in Richtung Südosten. Sie endet im Norden von Lehnheim, wo sie auf die äußere Wasserscheide der Wetter bzw. die Lahn-Main-Wasserscheide trifft. Auf deren sich südöstlich anschließenden Abschnitt (Wetter-Ohm- bzw. Äschersbach/Wetter-Seenbach-Wasserscheide) erreicht man am Nordwesthang des Wintersbergs (450,0 m; Lage), an dem die Wetter-Ohm-Wasserscheide in die Horloff-Ohm-Wasserscheide übergeht, erstmals eine höhere Höhe.
Die tiefste Stelle auf dem skizzierten Weg von der Mardorfer Kuppe zum Wintersberg, ihre Scharte (Lage), liegt auf etwa 286–287 m südöstlich des Abtsteichs, nordöstlich von Lehnheim und südwestlich von Merlau, unmittelbar an der Kreisgrenze des Vogelsbergkreises zum Landkreis Gießen. Die Prominenz der Mardorfer Kuppe beträgt daher rund 120 m.
Es gibt noch zwei weitere Scharten, an denen die Höhe der skizzierten Wasserscheide knapp unter 300 m sinkt: Einmal südlich von Weickartshain im Südosten des Vorderen Vogelsbergs und schließlich in der Spitzkehre der Bundesstraße 276 südsüdwestlich von Freienseen (Lage), wo der Vordere in den Unteren Vogelsberg übergeht. Der Wintersberg ist wiederum ein Randberg des Hohen Vogelsberg zum Unteren, wobei hier die Grenze nicht scharf linienhaft festlegbar ist.
Verglichen mit den Prominenzen der Hauptberge benachbarter Höhenzüge ist die der Mardorfer Kuppe mittelhoch. Die Scharte des Ortenbergs (gut 380 m) in den Lahnbergen liegt auf der mitten durchs Amöneburger Becken führenden Wasserscheide zwischen Ohm und Zwester Ohm, die am niedrigsten Punkt auf etwa 228 m kommt, was zu einer Prominenz von 152 m führt, die Prominenz der Amöneburg ist mit 157 m sogar noch etwas höher. Andererseits muss man auf dem Weg vom Dachsberg (388 m) im Nördlichen Vogelsberg-Vorland zum Hohen Vogelsberg nicht tiefer als 337 m gehen, was zu einer Prominenz von nur 51 m führt. Der Burgholz ist zwar nicht Hauptberg der Gilserberger Höhen, jedoch orographisch von deren Hauptteil getrennt; seine Scharte liegt im Neustädter Sattel auf etwa 278 m, was eine Prominenz von 101 m bedeutet.

Blick vom Frauenberg auf den fast genau gleich hohen Sennberg-Rücken (bis 383 m). Mittig lugen die mit 405,1 m und 406,8 m nur minimal höheren Gipfel der Mardorfer Kuppe (etwas dunkler) hervor. Links im fernen Hintergrund der 592 m hohe Rimberg, rechts in ebendem der Hohe Vogelsberg (bis 773 m).

## Geologie
Die Mardorfer Kuppe steht, wie das gesamte Lumda-Plateau und der eigentliche Vogelsberg, auf einer mächtigen Basaltschicht aus Eozän bis Rupelium. Zwischen Süd- und Nordgipfel liegt eine dünne Lösslehm-Auflage auf.